# Michel Patrix
Pour les articles homonymes, voir Patrix.
Michel Patrix est un artiste peintre et graveur figuratif français né le 25 mai 1917 à Cabourg (Calvados), appartenant à la seconde École de Paris, il vécut successivement au 7, rue Neuve-Popincourt dans le 11e arrondissement, au 63 bis, rue Dulong dans 17e arrondissement, à Reilly (Oise) et à Gonneville-sur-Scie (Seine-Maritime) où il est mort le 4 mai 1973.

## Biographie

### Jeunesse

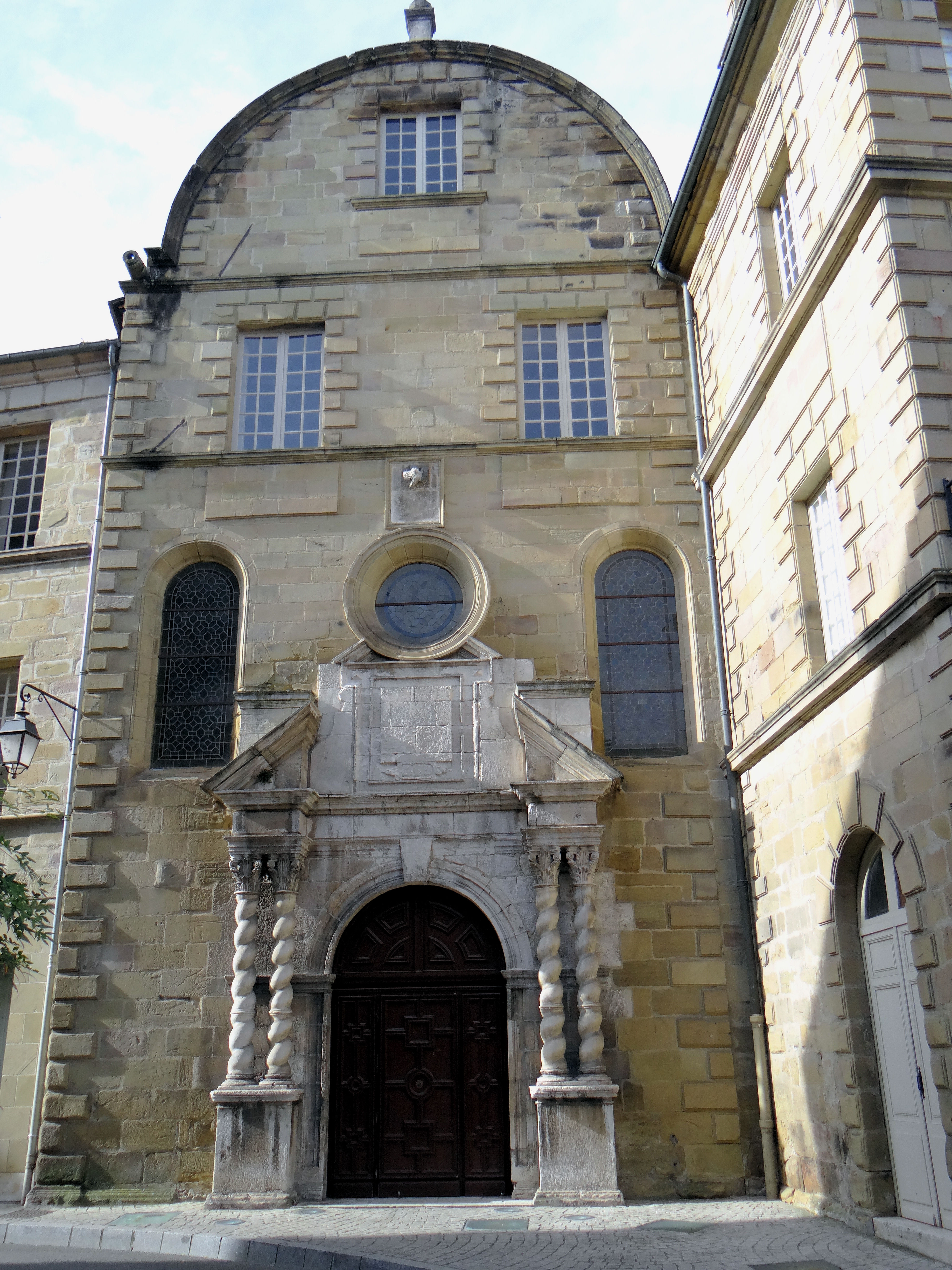
Collège des Doctrinaires, Brive-la-Gaillarde

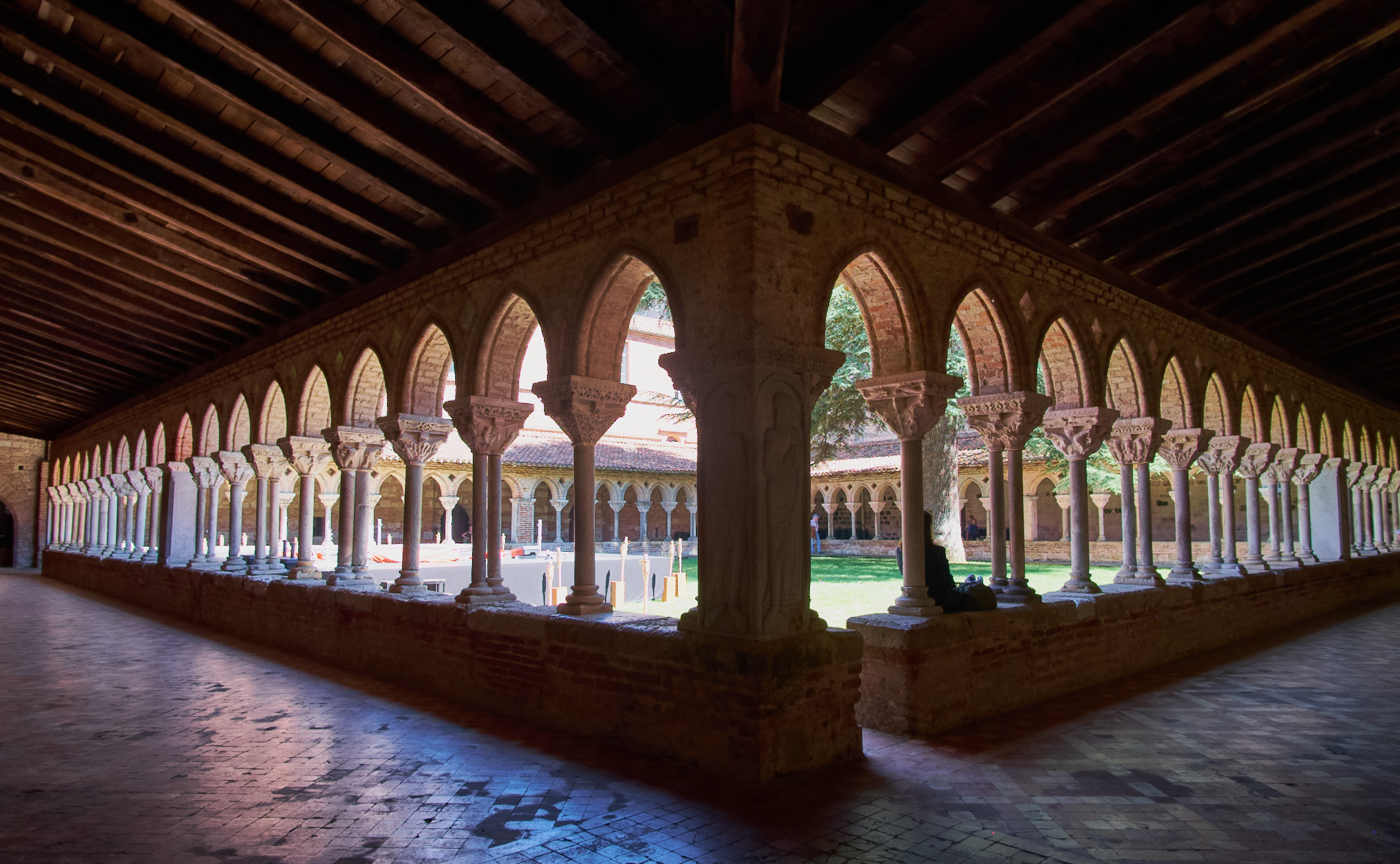
Abbaye Saint-Pierre de Moissac

Michel Patrix, dont le père est ingénieur, inventeur et fabricant de machines-outils pour la menuiserie, évoquera des parents mélomanes, férus des choses de l'art « sauf en ce qui concernait ma carrière ». Sa famille s'étant installée à Castelsarrazin, Michel effectue ses études secondaires au collège des Doctrinaires de Brive-la-Gaillarde, où il reçoit les encouragements de son professeur de dessin qui l'accompagne peindre des aquarelles sur le motif : « il n'oublie pas, confirme Serge Lucas, ce professeur de dessin qui, las de ses chants, en guise de punition, l'emmena un jeudi faire une aquarelle. Il avait treize ans, ce fut le coup de foudre ». Simultanément, il aime les fréquentations de l'abbaye Saint-Pierre de Moissac, du musée Toulouse-Lautrec d'Albi, du Musée des Augustins de Toulouse, du Musée Ingres de Montauban où il copie les dessins de Jean Auguste Dominique Ingres.
Après l'obtention du baccalauréat de philosophie (branche qu'il aurait également aimé poursuivre), il affirme sa vocation d'artiste en rompant à cette fin avec ses parents, et, se fixant à Bordeaux, exerce successivement, jusqu'à sa mobilisation de février 1937 (Armée de l'air à La Réole) à juillet 1940, les métiers de docker, manœuvre en usine, représentant, chef de chantier d'abattage, « et même bureaucrate ».

### Le Groupe de l'échelle

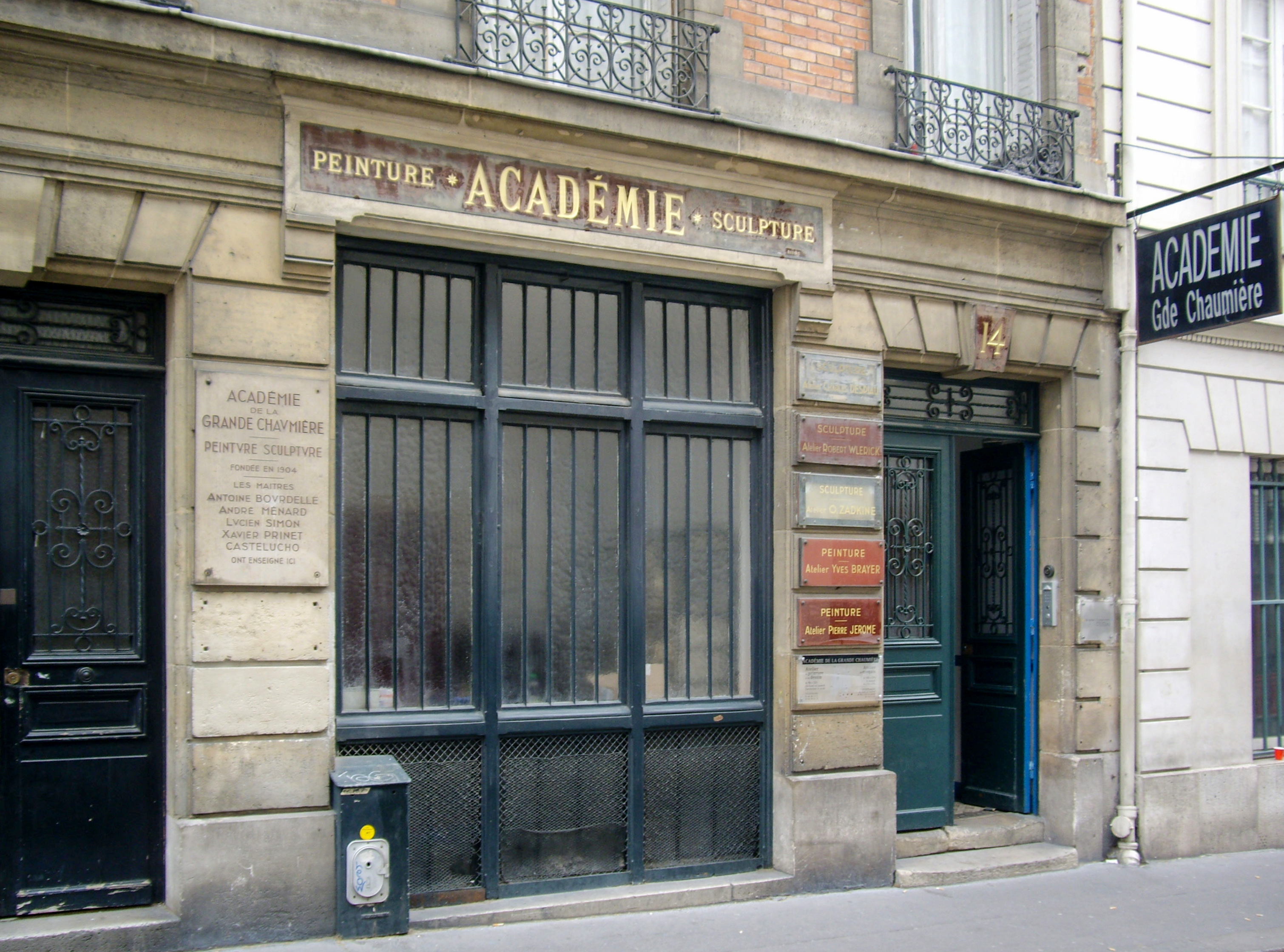
Paris, l'Académie de la Grande-Chaumière.

Il arrive à Paris en 1941 et fréquente l'atelier d'André Lhote, puis celui d'Othon Friesz lorsqu'il intègre le Groupe de l'échelle fondé en 1942, ainsi appelé pour l'habitude qu'ont ses membres de grimper sur une échelle pour observer les toits de Paris. Il regroupe avec lui, en un petit atelier mis à leur disposition au deuxième étage de l'Académie de la Grande-Chaumière, les peintres Geneviève Asse, Jacques Busse, Jean-Marie Calmettes, Ernest-René Collot, Jean Cortot, Daniel Dalmbert et Christiane Laran, ainsi que le sculpteur Jacques Dufresne. Si l'on observe la présence des membres du groupe au Salon des moins de trente ans de novembre 1943 - Pierre du Colombier y remarque « Michel Patrix, fin coloriste qui ose  s'attaquer à un sujet humain » -, Éric Mercier ne manque pas de .

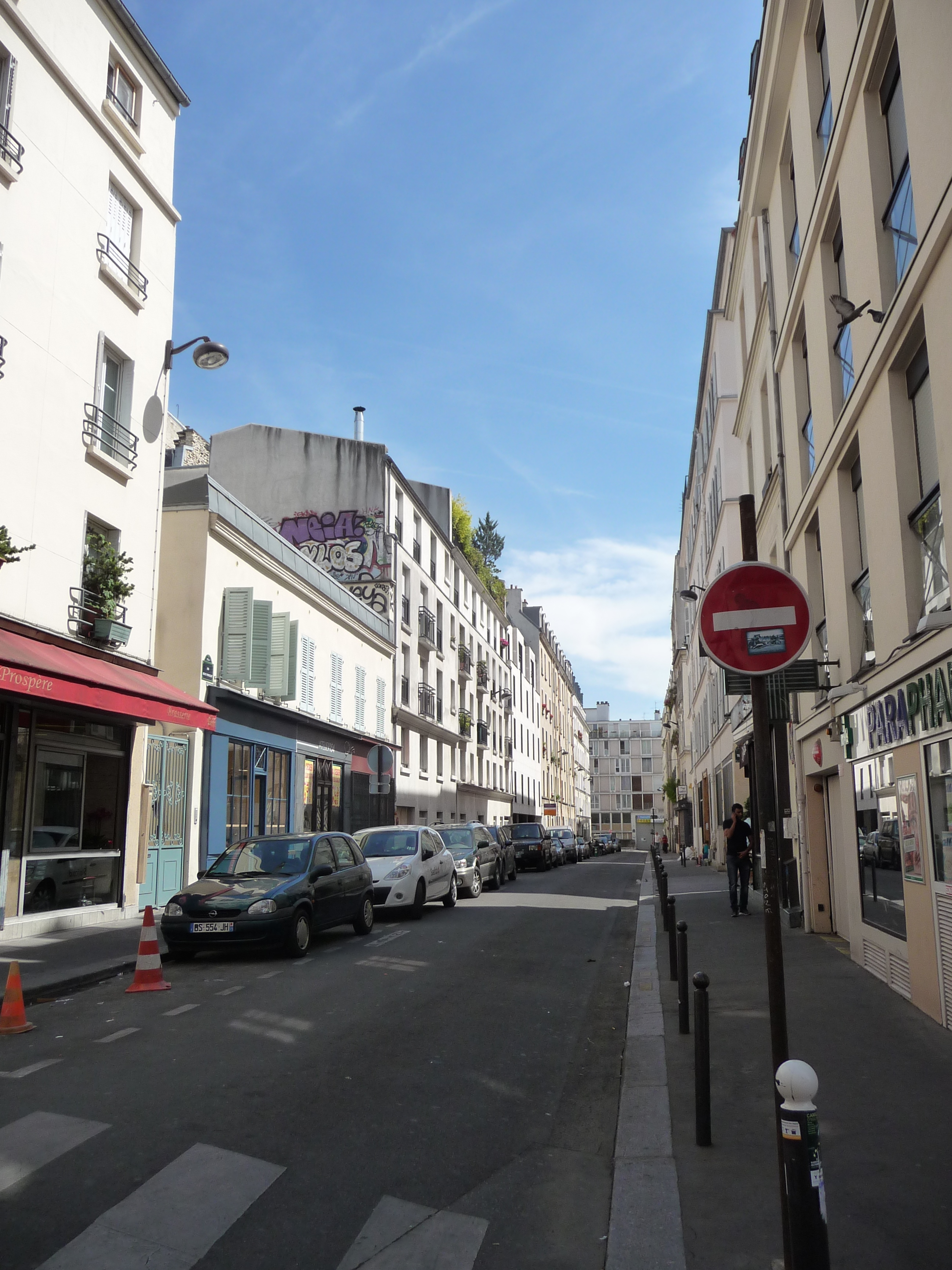
Paris, rue Neuve-Popincourt côté no 7

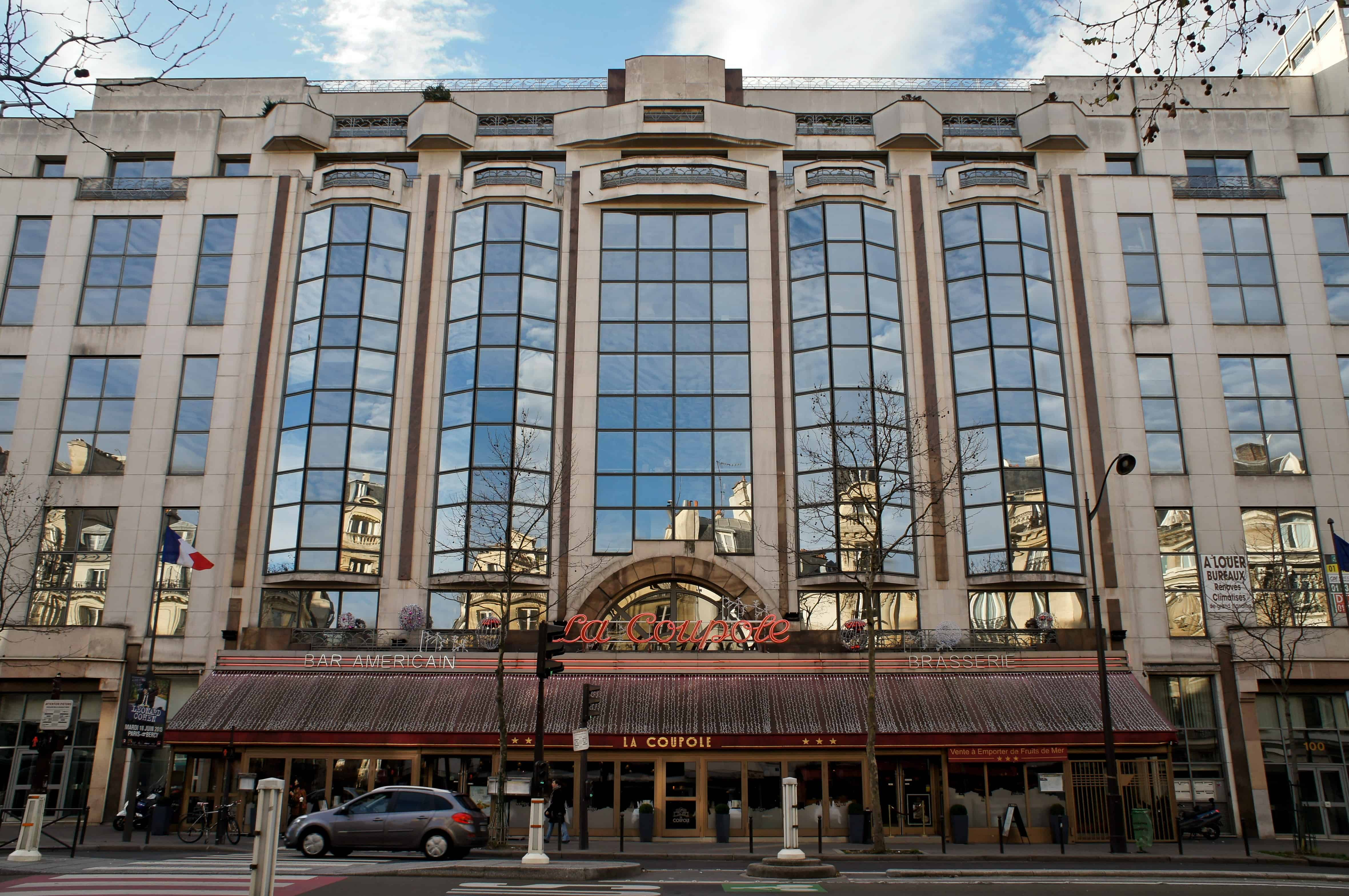
Paris, brasserie La Coupole

Après avoir vécu au 59, avenue de Saxe, puis chez son ami Jean-Marie Calmettes au 18, boulevard Edgar-Quinet en 1943, au 7, rue du Pot-de-Fer en 1945, Michel Patrix s'installe au 7, rue Neuve-Popincourt en 1947. En 1951, chacun des artistes du Groupe de l'échelle reçoit la commande, dans le cadre de la célébration du bimillénaire de Paris, d'une grande composition destinée à décorer la frise intérieure de la brasserie La Coupole (les œuvres y demeureront en place jusqu'au milieu de la décennie 1960). Michel Patrix est sélectionné pour le Prix de la Critique en la même année 1951 puis, en 1952 (année où il épouse Annie Aubrun), le direction générale des Arts et des Lettres lui attribue une bourse de voyage pour un séjour à Ouessant. Sans que soient rompus les liens d'amitié, la dernière exposition du Groupe de l'échelle se tient au Havre en 1953 : « chacun suit alors son propre parcours et développe son style propre », soit pour Michel Patrix « ce dessin robuste, aux couleurs disposées en plages savamment construites, illustrant son sens certain du monumental ».

### La Jeune Peinture
C'est sous la présidence de Pierre Descargues, avec pour vice-présidents Paul Rebeyrolle et Gaëtan de Rosnay, qu'aux côtés de Paul Aïzpiri, Bernard Buffet, Paul Collomb, Simone Dat, Michel de Gallard, Pierre Garcia-Fons, Daniel du Janerand, Jean Jansem, Mireille Miailhe, Raoul Pradier et Michel Thompson, Michel Patrix est le 9 mars 1953 membre du comité qui fonde l'Association dite de la Jeune Peinture. Waldemar George observe alors que l'artiste « met à profit un certain nombre de conquêtes du cubisme : il brise les formes afin d'en mettre à jour le mécanisme secret. Sa graphie chromatique a la trame infiniment subtile mais précise d'une toile d'araignée ». Pierre Imbourg, visitant le Salon des indépendants en avril 1953, voit pour sa part en l'accrochage de Michel Patrix « une orgie de couleurs disciplinée » et le range parmi les « chefs de file de l'école cubiste et néo-cubiste » aux côtés de Louis Marcoussis, François Desnoyer et Théo Kerg.

### Cousins et artistes: Michel et Georges Patrix
Ce n'est qu'en 1949 que Michel Patrix rencontre son cousin, le comédien, peintre et designer Georges Patrix qui a fréquenté l'atelier d'Othon Friesz à la Grande Chaumière un an après lui, sans que l'homonymie ait jamais incité le maître à favoriser un rapprochement. Des quiproquos se sont alors produits tels que, dans la revue Arts, des tableaux de l'un commentés comme étant œuvres de l'autre, ou des inversions d'adresses par le secrétariat du Salon de mai qui les fit exposer côte à côte sous la même attribution, à partir de quoi ils ajouteront leurs prénoms à leurs signatures : de G. M. Patrix (Georges Michel), celle de l'un deviendra Michel Patrix, et de PATRIX, celle de l'autre deviendra Georges PATRIX. Le critique d'art Denys Chevalier les réunit alors à la rédaction de la revue Arts où ils illustrent un article qui leur est communément consacré de deux dessins, portraits de l'un exécutés par l'autre.

### Île-de-Bréhat, Reilly, Gonneville-sur-Scie

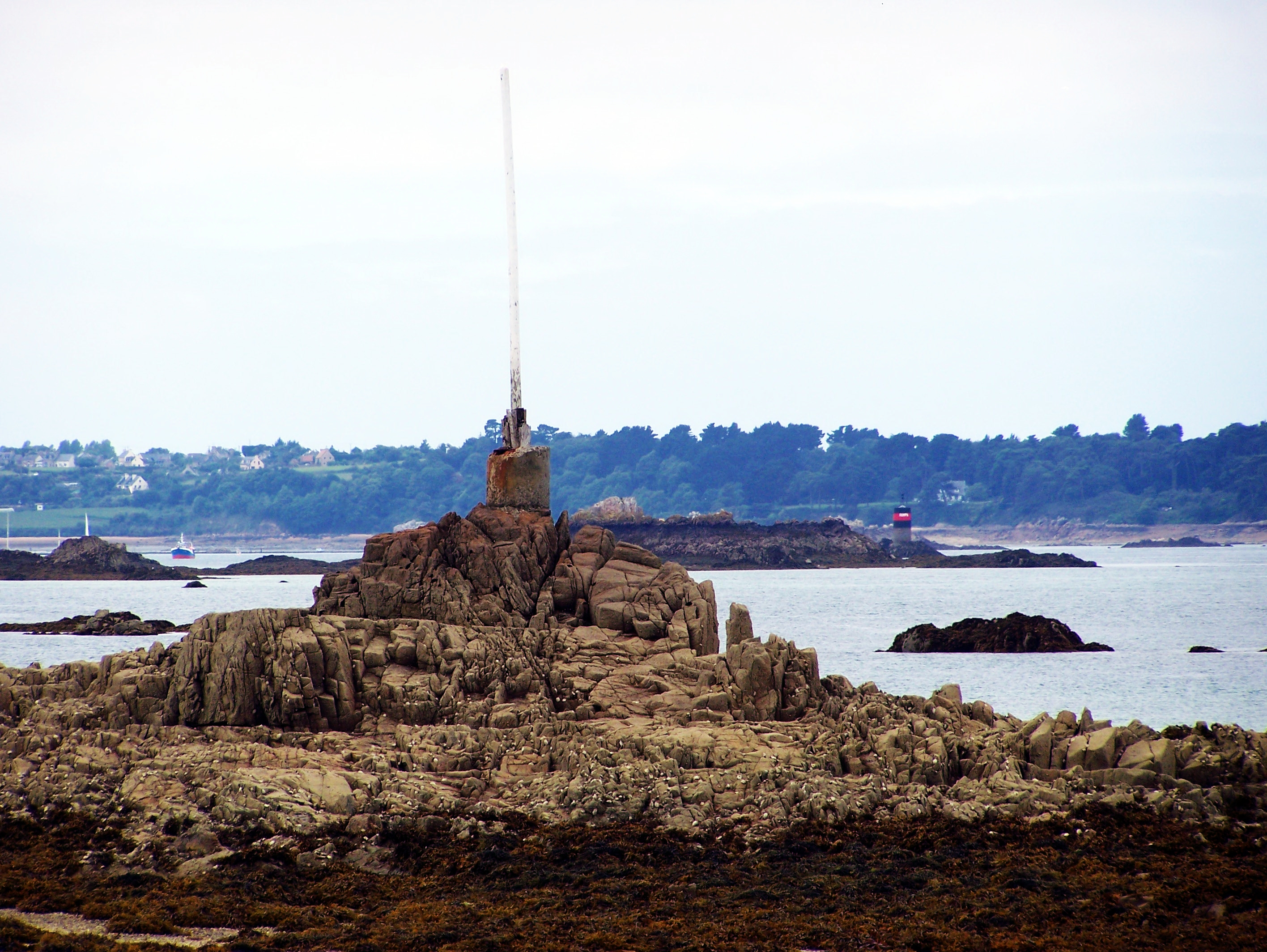
Île-de-Bréhat

Michel Patrix s'éloigne une première fois de Paris pour vivre à l'Île-de-Bréhat d'août 1953 à juin 1954, y recevant des amis comme Jacques Baratier, Jacques Busse, Dany Lartigue ou le galeriste Jacques Massol, et laissant des souvenirs au peintre breton Guy Bigot : « c'était un très bon peintre, plein d'ardeur, drôle et curieusement triste. J'habitai la Bretagne et très souvent on se retrouvait à Quimperlé ou à Ouessant. Il travaillait aussi à Doëlan ».

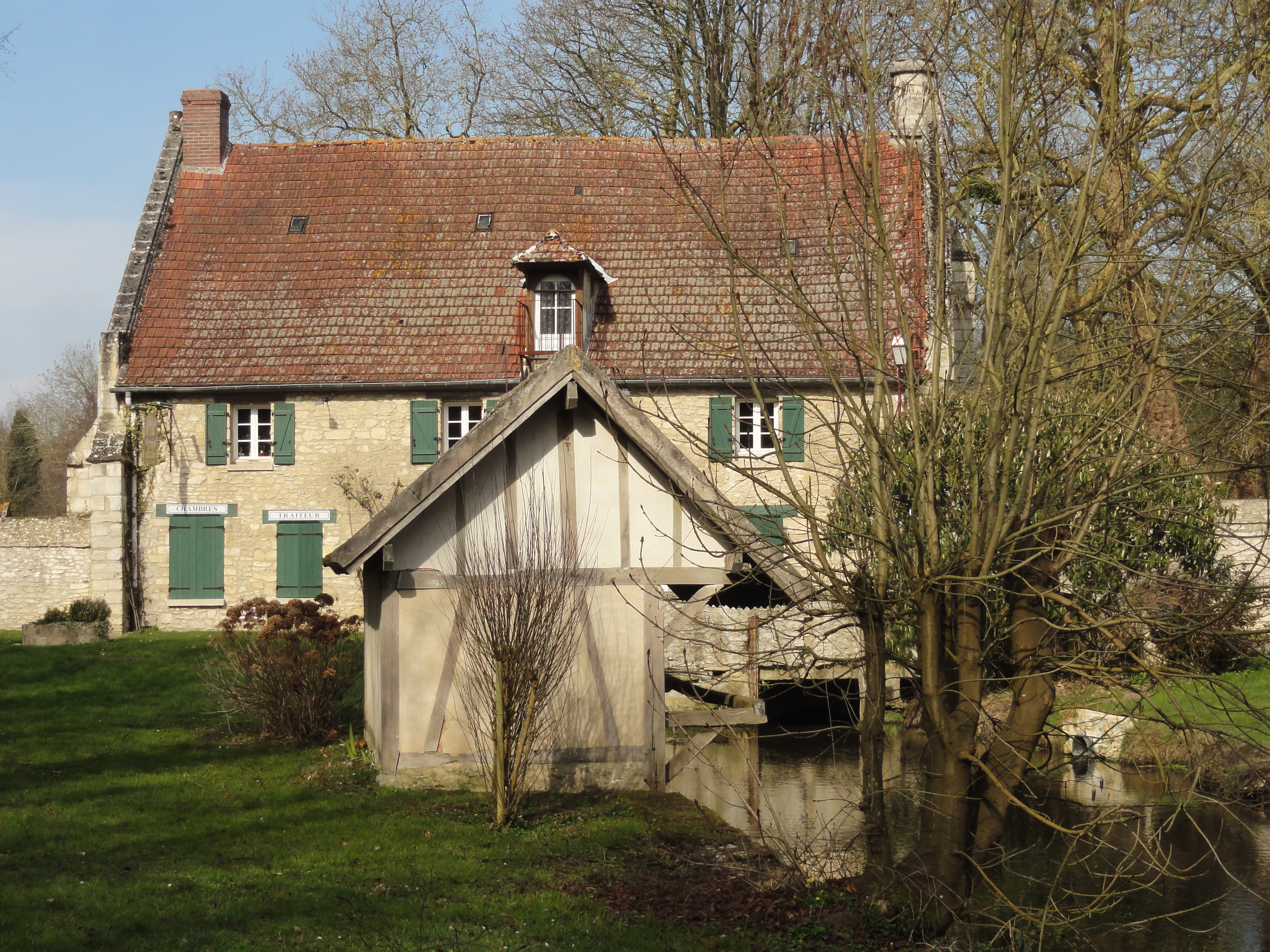
Reilly

En 1958, l'artiste quitte à nouveau Paris, cette fois définitivement, pour s'installer avec sa famille successivement à Reilly (rue de la Fortelle) et à Gonneville-sur-Scie, marquant l'époque de ses paysages peints d'après nature, souvent à l'aquarelle : il plante alors son chevalet dans le Cotentin, en vallée de Seine, à Anneville-sur-Scie, à Duclair, à Yport, découvre la région de Dieppe et la baie de Somme, et Jean-Paul Crespelle, de sa visite du Salon de mai de 1961, retient ainsi « Patrix, dont les Falaises sont un des morceaux de bravoure de ce salon ». De fait, « amoureux fou de la lumière, il aime lorsqu'elle joue avec l'eau et lui offre alors une transparence avec les bleus, les ocres, les verts ».
Michel Patrix meurt en mai 1973 et repose au cimetière de Gonneville-sur-Scie où sa sépulture est un ouvrage collectif autour d'une installation de son fils, le peintre Blaise Patrix et d'une œuvre du sculpteur et céramiste Gil Browaëys.
L'expert reconnu par sa famille est Patrick Reynolds.

## Contributions bibliophiliques
- Jean Cortot (textes) et Michel Patrix (gravures), Poésies incomplètes, vingt eaux-fortes originales, trente exemplaires numérotés, Éditions du Mouflon, Paris, 1947.

## Expositions

### Expositions personnelles
- Galerie Visconti, Paris, 1945, 1953, mai-juin 1958[16].
- Galerie Roux-Hentschel, Paris, 1945.
- Galerie Paul Rosenberg, New York, 1948, 1949[7].
- Galerie Drouant-David, Paris, 1949, 1953, janvier 1955[7],[17].
- Galerie Galanis-Hentschel, Paris, 1950.
- Michel Patrix et Robert Wogensky, Galerie moderne, New York, janvier 1953 (catalogue préfacé par Waldemar George).
- Galerie Jacques Hamon, Le Havre, mars-avril 1953, mars 1962[18],[19].
- Galerie d'aujourd'hui, Mulhouse, 1956.
- Galerie Paul Raffray, Paris, 1959, 1961, mars 1962[18].
- Bayer Gallery, New York, avril-mai 1959[20].
- Michel Patrix - Aquarelles, Galerie Marignan, Paris, mars 1962[18], 1963[20].
- Galerie Menuisement, Rouen, 1962[20].
- Galerie France Bertin, Paris, 1964[20].
- Centre culturel de Trie-Château, 1967.
- Claude Robert, commissaire priseur, Vente de l'atelier Michel Patrix, Hôtel Drouot, 1971[2],[21].
- Galerie Kiras, Paris, novembre 1990, 1993.
- Michel Patrix, une joyeuse liberté de peindre - Rétrospective 1941-1973, espace Jacques-Prévert, Mers-les-Bains, mai-juin 2021[22],[23].

### Expositions collectives
- Salon des moins de trente ans, Galerie Royale, Paris, novembre 1941, novembre 1942, novembre 1943[5], novembre 1944, 1947, 1948.
- Salon des Tuileries, Musée d'art moderne de la ville de Paris, de 1943 à 1953.
- Salon de mai, Paris, 1945, 1946, 1947, 1950, 1951, 1952, 1953, 1955, 1957, 1958, 1959[7], 1960, 1961[14].
- La Marseillaise de la Libération, sous le patronage d'Yvon Bizardel, directeur des Beaux-Arts, musées et bibliothèques de la ville de Paris, galerie Roux-Hentschel, Paris, juillet 1945[24].
- Étape - Exposition de jeunes peintres, galerie Visconti, Paris, mars-avril 1945, mai-juin 1946[25].
- Le groupe de l'Échelle, galerie Jean Dufresne, Paris, mai 1946.
- Le groupe de l'Échelle, galerie Drouant-David, juin-juillet 1947.
- Le groupe de l'Échelle'', galerie Visconti, 1947.
- Petits formats - Bernard Buffet, Jean Cortot, Vincent Guignebert, Michel Patrix, galerie Visconti, Paris, décembre 1949 - janvier 1950.
- Prix Opéra, musée des arts décoratifs, Paris, 1949-1950.
- De Manet à nos jours, Buenos Aires, 1949 ; Caracas (présentation par Gaston Diehl), 1950.
- Peintres et sculpteurs de l'École de Paris - Antoni Clavé, Oscar Dominguez, Pablo Picasso, Fernand Léger, Émile Othon Friesz, Henri Laurens et les peintres du groupe de l'échelle, La Coupole, juin 1950.
- Salon des indépendants, Grand Palais, Paris, 1950, 1953[7].
- Salon des Jeunes Peintres, puis de la Jeune Peinture, Paris, janvier-février 1950[26], 1952, 1954[7].
- New painters of Paris - Peintres nouveaux, 1950-1951, Musée des beaux-arts de Montréal, janvier 1951 (exposition ensuite itinérante dans plusieurs musées du Canada)[27].
- Cortot, Calmettes, Patrix, galerie Galanis-Hentschel, Paris, 1951[28].
- Biennale de São Paulo, 1951.
- Exposition d'art français en Afrique du Sud (organisation : Galerie Galanis-Hentschel, Paris), 1951.
- Bimillénaire de Paris - Comité Montparnasse - Exposition de peintres et sculpteurs de l'École de Paris, La Coupole, Paris, juin-juillet 1951[29].
- 2e Exposition des Caïmans, La Guérite, Île Sainte-Marguerite, 1951.
- Vingt-huit jeunes femmes par vingt-huit jeunes peintres, galerie Drouant-David, décembre 1951 - janvier 1952 : Portrait de Françoise Dambier (Miss Paris 1951)[30],[15].
- Young Painters - An exhibiton of paintings of the École de Paris arranged by the British Council in Paris for the Scottish Committee of the Arts Council, Scottish Office, Édimbourg, 1952.
- Salon d'automne, Paris, 1952[31].
- Portraits équestres - Françoise Adnet, Tony Agostini, Paul Aïzpiri, Richard Bellias, Roger Bezombes, Yves Brayer, Bernard Buffet, Philippe Cara Costea, Jean Carzou, Antoni Clavé, André Hambourg, Roger Lersy, Michel Patrix, Paul Rebeyrolle, Andrés Segovia…, galerie Drouant-David, Paris, décembre 1952 - janvier 1953.
- Le groupe de l'Échelle, galerie Jacques Hamon, Le Havre, mars-avril 1953 (catalogue préfacé par André Salmon)[32],[33],[34].
- Fleurs - Vingt-cinq jeunes peintres : Tony Agostini, Paul Aïzpiri, Richard Bellias, Bernard Buffet, Jean Commère, Roger Lersy, Jean Navarre, Michel Patrix, Paul Rebeyrolle, Gaston Sébire, Andrés Segovia…, galerie Visconti, Paris, juin 1953.
- Bourses de voyages 1952 de la direction générale des Arts et des Lettres, École nationale supérieure des beaux-arts, Paris, janvier 1954.
- École de Paris, galerie Charpentier, Paris, 1954.
- Trente jeunes peintres - La mer, galerie Visconti, Paris, juin 1954.
- Salon d'automne de Nancy, 1954.
- French painters from the collection of Eric Estorick (en) : Bernard Buffet, Antoni Clavé, Bernard Lorjou, André Marchand, André Minaux, Michel Patrix, Paul Rebeyrolle, Midland Group Gallery (en), Nottingham, février 1955 ; Newcastle upon Tyne, mars-avril 1955 ; York, mai-juin 1955[35].
- Trente trois jeunes peintres - Portraits, galerie Visconti, Paris, juin 1955.
- Regards sur la peinture contemporaine, musée des Beaux-Arts de Nantes, 1956.
- Château de Simiane, Valréas, août 1956[36].
- Prix du Dôme, Paris, 1956.
- Salon Comparaisons, Paris, 1956, 1959[7], 1960, 1961.
- Biennale de Paris, pavillon de Marsan, Paris, 1957.
- 6e Festival mondial de la jeunesse et des étudiants, Moscou, juillet-août 1957.
- Festival de Bruxelles, 1957.
- Peinture française du XXe siècle - La collection Eric Estorick, Christchurch Art Gallery Te Puna o Waiwhetu (en), Christchurch, décembre 1957[37].
- Petits formats - Jacques Busse, Jean Clerté, Jean Cortot, Pierre Dmitrienko, Jean-Claude Forquin, Michel Patrix, Key Sato, Yasse Tabuchi…, galerie Jacques Massol, décembre 1957 - janvier 1958.
- Salon de l'Enclave, Valréas, 1958.
- Floralies internationales, palais du CNIT, Paris, 1959.
- Jeunes auteurs, galerie Montmorency, Paris, 1959.
- Art moderne, musée de Pontoise, 1960.
- Art sacré, Auvers-sur-Oise, 1960.
- Michel Patrix - Dany Lartigue, galerie Jacques Hamon, Le Havre, 1960.
- Exposition d'été - Alfred Cluzeau, Jean Cocteau, Paul Girol, Michel Patrix…, Galerie Jacques Hamon, Le Havre, juillet-août 1960[38],[39].
- Gouaches, aquarelles, monotypes - Roland Bierge, Camille Hilaire, Jean-Jacques Morvan, Michel Patrix, Maurice-Élie Sarthou, Galerie Anfora, Paris, octobre-novembre 1960[40].
- Peintures de poches - Lucien Fontanarosa, Pierre Garcia-Fons, Guillemette Morand, Michel Patrix, Éliane Thiollier, Robert Wogensky…, Galerie Epona, Paris, décembre 1960[41].
- Art figuratif - Yvette Alde, Bernard Buffet, Jean Carzou, Bernard Lorjou, André Marchand, Michel Patrix, Gabriel Zendel…, Galerie Paul Raffray, Paris, mars 1961.
- L'amour - Michel Ciry, Lucien Fontanarosa, Michel de Gallard, Pierre Garcia-Fons, Guillemette Morand, Michel Patrix…, Galerie Epona, avril 1961.
- Œuvres offertes par les artistes français et de divers pays - Bernard Buffet, Jean Commère, Géula Dagan, Pierre Garcia-Fons, Robert Lapoujade, André Minaux, Yvonne Mottet, Roland Oudot, Michel Patrix, Pablo Picasso, Édouard Pignon, Paul Rebeyrolle, Henry de Waroquier, Jean Weinbaum, Claude Weisbuch, Conférence d'Europe occidentale pour l'amnistie aux emprisonnés et exilés politiques espagnols, Maison de la pensée française, Paris, avril-mai 1961[42].
- Salon Grands et jeunes d'aujourd'hui, musée d'Art moderne de la ville de Paris, mai 1961, 1962 et  Hôtel Martinez, Cannes, août-septembre 1961.
- Michel Patrix - Dany Lartigue, galerie Menuisement, Rouen, 1961.
- Peintres contemporains de l'École de Paris (exposition itinérante au Maroc organisée par Gaston Diehl), ambassade de France et Théâtre national Mohammed-V à Rabat[43], Musée du Batha de Fès, palais municipaux de Casablanca, Marrakech et Tanger, mai 1962-1963.
- Exposition organisée au profit des États généraux du désarmement, Cercle Volney, Paris, mai 1963.
- Michel Patrix, aquarelles - Guy Lartigue, sculptures, Galerie France Bertin, Paris, mai 1963[44].
- Salon de la Société nationale des beaux-arts, Musée d'art moderne de la ville de Paris, 1965.
- Trois peintres ayant vécu dans le canton d'Éragny-sur-Epte : Camille Pissarro, Jacinthe Pozier, Michel Patrix, mairie d'Éragny-sur-Epte, décembre 1990.
- Exposition du Groupe de l'échelle, La Coupole, Paris, mai 2001.
- Œuvres restaurées, Musée d'art moderne de Rio de Janeiro, février-avril 2014[45].
- La Jeune Peinture - Paul Aïzpiri, Jean-Pierre Alaux, Bernard Buffet, Michel Ciry, Jean Commère, Bernard Gantner, Raymond Guerrier, François Heaulmé, Jean Jansem, André Minaux, Marcel Mouly, Michel Patrix, Paul Rebeyrolle, Musée Baron-Martin, Gray (Haute-Saône), juillet-octobre 2017.

## Citations

### Dits de Michel Patrix
- « Je crois qu'il faut laisser à la musique le domaine du non-figuratif sous peine de tomber dans un symbolisme un peu désuet. »[1]
- « La personnalité d'un créateur plastique, ce sont ses maladresses. Comme disait Georges Braque, "quand je peins, j'ai toujours deux idées, l'une pour détruire l'autre". »[2]

### Réception critique et témoignages
- « Patrix, tout lui est bon pour se livrer, de long en large de la toile et de haut en bas, à des réjouissances picturales tout ensemble sensuelles et résolument cartésiennes : un vrai de Normandie, patrie, chacun le sait, de Théodore Géricault et de Nicolas Poussin. Un impétueux amour de la couleur pour la couleur et de la matière pour la matière l'anime. Il sait qu'un tableau n'est pas un kaléidoscope, mais il a compris que les formes et les rouges, les volumes et les bleus, les objets et les verts composent un tout indissoluble de réactions mutuelles, de compénétrations, d'oppositions, d'alliances. Et c'est ainsi que d'une bouteille, d'un moulin à café, d'une tasse, il fait quelque chose qui ne rappelle en rien une plate nature morte mais qu'il convient de considérer plutôt comme un ballet de somptuosités intenses. » - Maximilien Gauthier[28]
- « Le parti-pris de rigidité et de verticalité de la composition se retrouve dans la signature aux lettres très droites, très étroites et hautes qui se détachent en rouge sur le fond vert. Le vert est la couleur dominante de cette nature morte ; mais plutôt qu'un fond vert, c'est une manière d'enveloppe verte, vitrifiée et transparente, interrompue en un seul endroit par la tenture d'un bleu violacé et recouvrant d'une pellicule lumineuse le marron de la table et les blancs miroitants des cristaux. Les couleurs sont un peu celles du néo-cubisme, mais la monumentalité, quoiqu'allégée, d'une composition que l'on pourrait qualifier de gothique, s'allie au souci de la vérité optique des choses. » - Madeleine Vincent, docteur de l'Université de Lyon, à propos de la toile La table ronde[46]
- « Pour des artistes tels que Michel Patrix, l'art est une aventure. C'est aussi une expérience vivante. Son activité est désintéressée. Elle se situe sciemment en marge des postulats de l'École de Paris. Elle traduit une volonté de choix qui s'écarte de la norme et une vocation qui échappe totalement à l'emprise de la mode. C'est une activité personnelle et individuelle qui côtoie l'anarchie. Elle n'est concevable que dans un pays libre qui se targue d'ignorer les contraintes esthétiques. Comme la plupart des peintres de sa génération, Michel Patrix subit (ou a subi) la puissante attraction du cubisme, mais il a adopté devant les découvertes de ses prédécesseurs une attitude nouvelle et indisciplinée. Son écriture est bardée de points. Sa ligne frémit et vibre ; elle est composée d'une multitude de traits. Une flamme intérieure mine sa forme et en fait éclater les cloisons : natures mortes et figures témoignent de ce conflit. » - Waldemar George[47]
- « Je considère toujours Michel Patrix comme l'un des peintres les plus doués de sa génération. » - Emmanuel David[48]
- « Michel Patrix avait la nature la plus noble et généreuse que je connaisse, et comme peintre il était le plus honnête. » - Charles G. K. Warner, Lincoln (Massachusetts)[49]

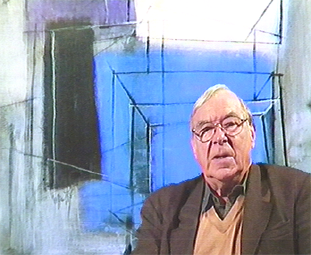
Robert Wogensky

- « J'admirais le talent de Michel Patrix, et nous étions nombreux à penser qu'il était le plus doué de nous tous… Il m'épatait beaucoup par sa verve, son éclat, et c'est vrai qu'il était habité par la peinture. » - Robert Wogensky[50]
- « Ami d'Othon Friesz que je visitais assez souvent dans son atelier, j'avais été tenu au courant, avant même sa constitution officielle, de la formation du Groupe de l'échelle. À cette époque si noire, cette tentative d'affirmation de la part des plus récentes générations apportait un regain d'espoir. C'est pourquoi je la soutenais aussitôt et me liai d'une fidèle amitié avec la plupart des participants. Dès la naissance du Salon de mai en 1945 tous furent invités et ne cessèrent durant des années d'y être présents. J'ai toujours eu une particulière estime pour Patrix, plein d'entrain, volubile et faisant montre avec brio d'une écriture picturale jaillissante, audacieuse, aux savantes harmonies. » - Gaston Diehl[51]
- « Celui qui vécut la peinture comme une aventure compta parmi les jeunes espoirs de l'École de Paris figurative, tout en gardant une totale liberté ancrée dans une vocation qui échappe à l'emprise de toute mode. » - Lydia Harambourg[52]

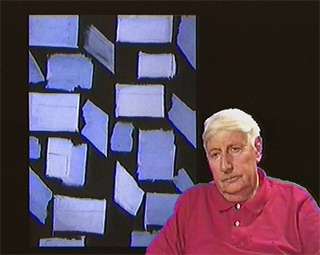
Jacques Busse

- « ...Peintre aux dons multiples qui avait le sens du monumental. Il figurait, au lendemain de la dernière guerre, parmi les représentants les plus originaux du Groupe de l'échelle. Un art solidement construit, un dessin robuste, une connaissance très sûre des valeurs. » - Gérald Schurr[53]
- « Profitant des conquêtes plastiques des grands aînés, Michel Patrix tendait à les synthétiser dans une nouvelle tradition, peut-être dans l'optique même des peintres de la génération intermédiaire des Bazaine, Manessier, Pignon et autres tentant la synthèse de Picasso et Henri Matisse, n'excluant ni les ressources d'une composition monumentale ambitieuse, ni l'assurance de pérennité d'un "beau métier". » - Jacques Busse[3]

## Prix et distinctions
- Prix de la Jeune Peinture, 1949.

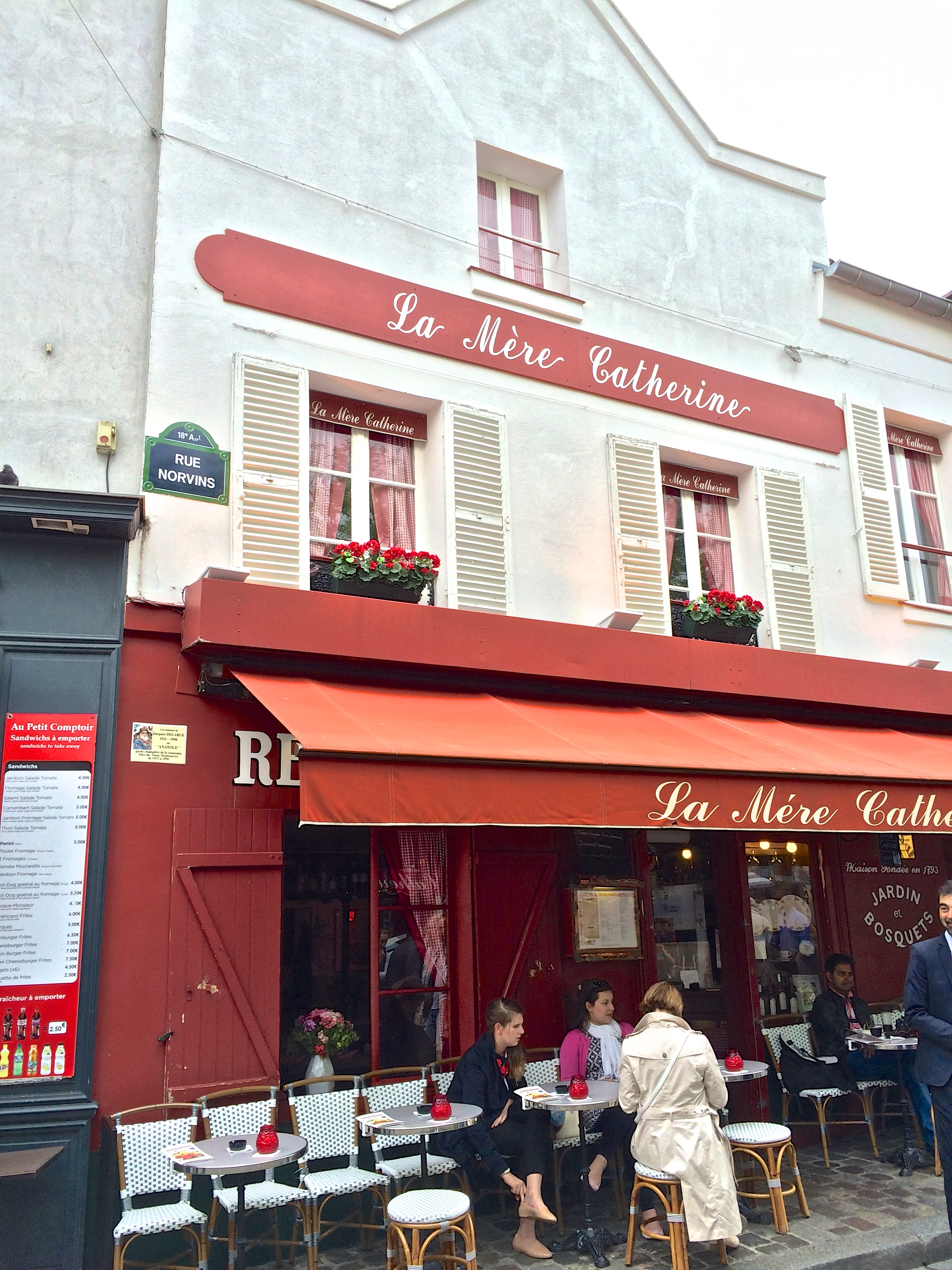
« À la Mère Catherine », Paris

- Prix de la ville d'Oran (attribué par le jury du prix Drouant-David de la Jeune Peinture), 1950[54],[7].
- Prix des Amis de Montmartre, en partage avec Marcelle Deloron, 1955 (prix remis par Edmond Heuzé au restaurant « À la Mère Catherine », Paris)[55].

## Collections publiques

### Brésil
- Musée d'art moderne de Rio de Janeiro, Le phare de Créac'h, huile sur toile[15],[56].
- Musée d'art de São Paulo.

### France
- Musée du château de Blois, Nature morte au compotier vert, 1949.
- Musée d'art moderne André-Malraux, Le Havre, Plage à Yport, huile sur toile 73x60cm.
- Musée des beaux-arts de Lyon, La table ronde, huile sur toile dite également Nature morte aux chardons, 100x100cm, 1953[7],[46].
- Hôtel de ville de Mers-les-Bains, Fond de Saint-Valery-sur-Somme, aquarelle 35x47cm[57].
- Petit Palais, Paris, Nature morte, huile sur toile 73x92cm, 1947 (donation Maurice Girardin)[58].
- Musée d'art moderne de la ville de Paris :
  - Nature morte, huile sur toile, 1947[59].
  - Falaise, aquarelle[60].
- Musée national d'art moderne, Paris :
  - Le môle d'Ouessant, huile sur toile 1951, 65x92cm, 1951[61].
  - L'atelier aux deux violons, huile sur toile, 1951[62],[7].
- Préfecture de la Seine, Paris, Falaise, aquarelle.
- Fonds national d'art contemporain, Puteaux, dont dépôts[7] :
  - Les trois Ouessantines, huile sur toile, 1947, préfecture de l'Ain, Bourg-en-Bresse.
  - La fileuse, huile sur toile, acquisition 1950, mairie de Lyas.
  - Nature morte, huile sur toile, acquisition 1945.
  - Nature morte au compotier vert, huile sur toile, acquisition 1950.
  - Nature morte au violon, huile sur toile, acquisition 1951.
  - La table ronde, huile sur toile, acquisition 1953.
  - Nature morte aux bouteilles, huile sur toile, acquisition 1962.

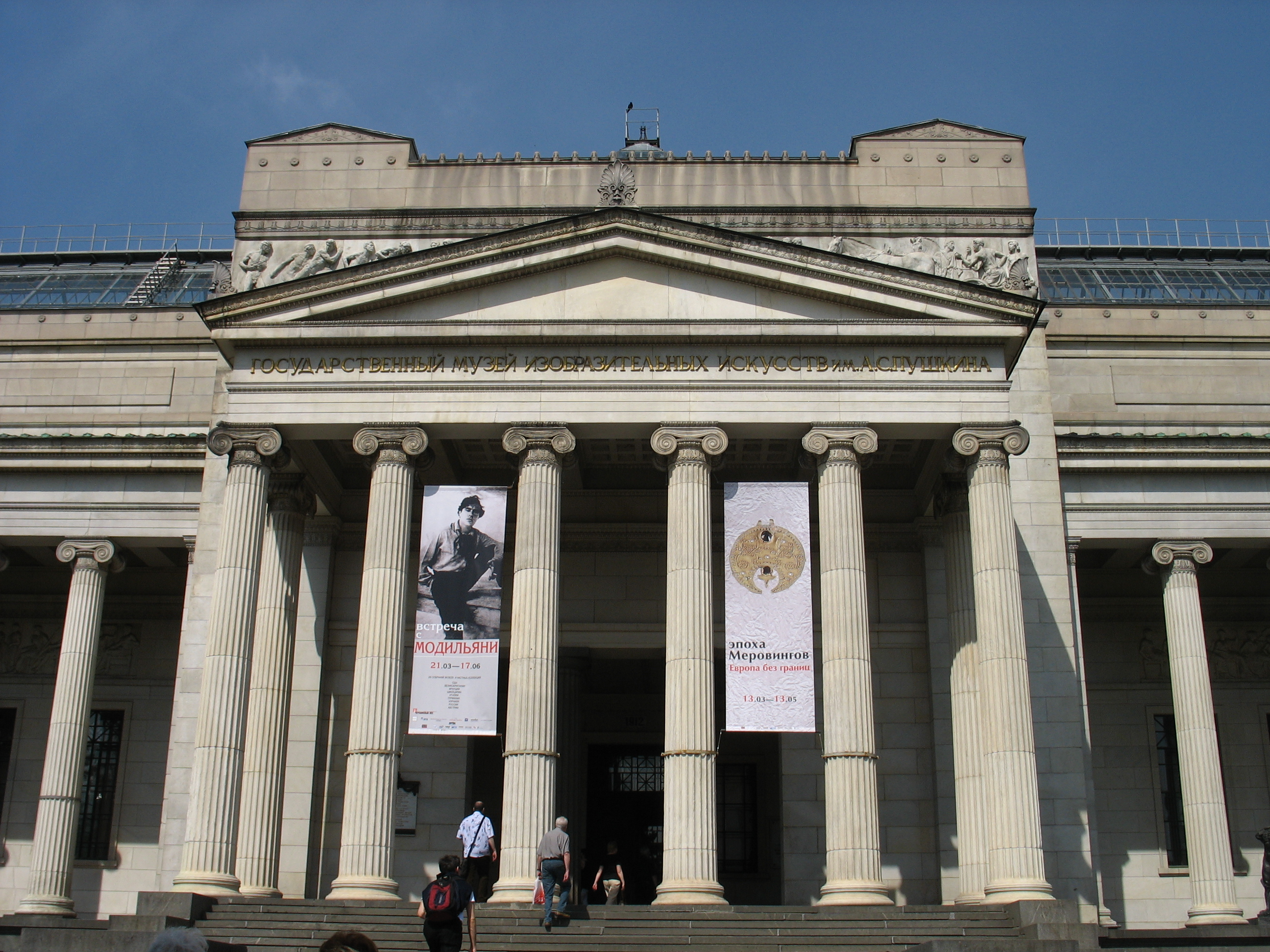
Musée des Beaux-Arts Pouchkine, Moscou

### Russie
- Musée des beaux-arts Pouchkine, Moscou.

### Venezuela
- Musée des Beaux-Arts, Caracas.

## Fresques murales
- Brasserie La Coupole, Paris, 1952.

## Collections privées
- About[63].
- Henri Adam-Braun[64].
- Édouard Albert, architecte, Le jardin d'Albert, huile sur toile 100x81cm[65].
- Nicolay Amundsen.
- Brabant[63].
- De Braux[63].
- Bernard Buffet.
- Jacques Busse.
- Henry Clifford[63].
- Mac Cormick, Saint-Tropez.
- Georges Dambier.
- Emmanuel David[8].
- Gaston Diehl.
- Général Pierre Fleurquin.
- Docteur Maurice Girardin[63].
- Max Hymans.
- Roché[63].
- Loste[63].
- Ernest F. Manfred, New York.
- Jacques Massol.
- Pierre Maurs[66]
- Bertram O'Neill.
- Millard Shroder, New York[63].
- Eric Estorick (en), Londres[35],[37].
- J. Randall Powers, Houston[67].
- Robert Rey[63].
- Elaine Rosenberg[63].
- Léonce Rosenberg[63].
- Paul Rosenberg[63].
- Joseph-Berthold Urvater[63].
- Charles G. K. Warner, Lincoln (Massachusetts).
- Janine Wolkenberg, New York.
- Basil Goulandris (en)[63].
- Claude Pérusat, Libourne.
- Jean François Houlé.
- Frédéric Tillard.
- Patrick Reynolds.

### Filmographie
- Jacques Baratier, La Cité du midi, 1952.